# Nuestra Señora del Carmen de Afuera de Mondoñedo
Mondoñedo (llamada oficialmente Nosa Señora do Carme) es una parroquia y un barrio español del municipio de Mondoñedo, en la provincia de Lugo, Galicia.

## Otras denominaciones
La parroquia también es conocida por los nombres de Nosa Señora do Carme de Mondoñedo y Nuestra Señora del Carmen de Afuera de Mondoñedo.

## Límites
Limita al norte y oeste con Santiago de Mondoñedo; al sur con Argomoso y Lindín y al este con Lindín.

## Organización territorial
La parroquia está formada por diez entidades de población:
- Abidueiras (As Abidueiras)
- Aspera (A Áspera)
- Carmen (O Carme)
- Fabega (A Fabega)
- Longarela
- Monfadal
- Ponte Pousada
- Ramis (Ramís)
- San Carlos
- Valoria (A Valoria)

## Demografía

### Parroquia
| Gráfica de evolución demográfica de Mondoñedo (parroquia) entre 2000 y 2020 |
|                                                                             |
| Datos según el nomenclátor publicado por el INE.                            |

### Barrio
| Gráfica de evolución demográfica de Carmen (barrio) entre 2000 y 2020 |
|                                                                       |
| Datos según el nomenclátor publicado por el INE.                      |

## Patrimonio
Su iglesia fue mandada construir por Juan González das Goás a mediados del siglo XVIII. Demolido el primer edificio, en 1900 se levantó el existente en la actualidad, obra del mindoniense José Domenech a quien se debe también la construcción del Asilo de San Miguel. De la primitiva ermita solo quedan dos imágenes y una lápida.
También en el barrio del Coto de Otero se alza el pazo de San Isidro, cuya construcción finalizó en el año 1656 y en el que se instalaron las monjas concesionistas hasta su traslado al Convento de la Concepción en 1707 debido al deterioro del edificio, que amenazaba con desplomarse.
Después de varias décadas en estado de abandono, en los últimos años se han llevado a cabo diversas tareas de restauración del edificio. Este pazo posee también un gran palomar y una modesta capilla.

## Festividades
Cada año sobre los días 15 y 16 de julio se celebran en esta parroquia las fiestas de Nuestra Señora del Carmen. El día grande se oficia una misa en la iglesia parroquial y después de la celebración se sacan las imágenes de la Virgen del Carmen y de San Isidro en procesión alrededor de la iglesia. Una orquesta suele amenizar la jornada en el atrio de la iglesia para goce y disfrute de los presentes durante los dos días que duran las celebraciones. 